# Dave Spitz
Dave "The Beast" Spitz är en amerikansk musiker som spelade elbas i metalbandet Black Sabbath från 1985 till 1987. Han var med på albumet Seventh Star från 1986.
Spitz har också varit medlem i banden Lita Ford's band, Americade, White Lion, Impellitteri, Slamnation, Insomnia, Nuclear Assault, Great White och Bill Ward. Han spelar sedan 2004 i bandet McBrain Damage.
Spitz är bror till gitarristen Dan Spitz.